# Davide Roda
Davide Roda (ur. 21 stycznia 1972 roku w Como) – włoski kierowca wyścigowy.

## Kariera
Roda rozpoczął karierę w międzynarodowych wyścigach samochodowych w 2005 roku od startów w Italian Super Touring Car Championship oraz w klasie S2000 European Touring Car Cup. W obu seriach nie zdobywał jednak punktów. W późniejszych latach Włoch pojawiał się także w stawce World Touring Car Championship, SEAT Leon Supercopa Spain, SEAT Leon Eurocup, Porsche Supercup oraz Włoskiego Pucharu Porsche Carrera.
W World Touring Car Championship Włoch startował w latach 2006-2007. Jednak nigdy nie zdobywał punktów. Podczas drugiego wyścigu włoskiej rundy w sezonie 2006 uplasował się na dwudziestej pozycji, co było jego najlepszym wynikiem w mistrzostwach.